# Colin Mackenzie

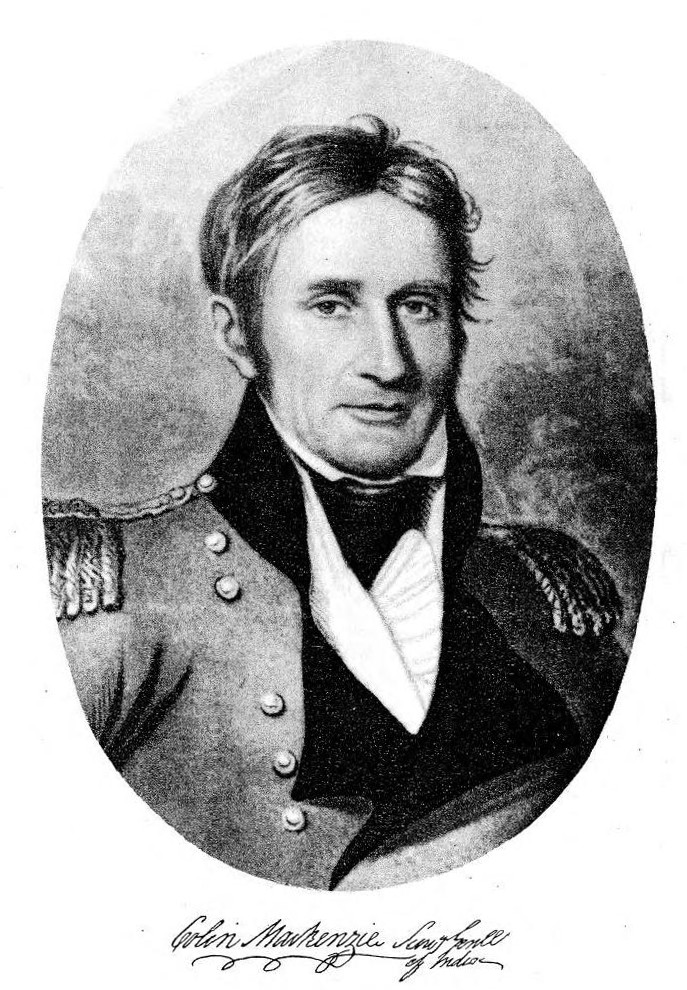
Colin Mackenzie

Colin Mackenzie (Stornoway, 1754 – Calcutta, 1821) was een Britse landmeter, oriëntalist en kunstverzamelaar. Hij vervaardigde veel van de eerste accurate kaarten van India en legde een uitgebreide wetenschappelijke verzameling aan.

## Biografie
Colin Mackenzie werd in 1754 geboren als zoon van de Schotse koopman Murdoch Mackenzie. Aanvankelijk was hij werkzaam bij de douane in Stornoway, maar in 1782 nam hij dienst bij de Britse Oost-Indische Compagnie, als officier bij de genietroepen. In 1799 was Mackenzie betrokken bij de vierde (en laatste) oorlog tussen de koloniale machthebbers en het tot die tijd onafhankelijke Koninkrijk Mysore. Na de Britse verovering van dat gebied leidde Mackenzie er tussen 1800 en 1810 de eerste verkenningen. Met een team van onder meer tekenaars en landmeters werd onderzoek verricht op terreinen als natuurlijke historie, topografie, geschiedenis en de lokale cultuur.
Na de Britse Invasie van Java in 1811 verbleef Mackenzie twee jaar op dat eiland en in 1815 werd hij benoemd tot eerste Surveyor General: hoofd van de Survey of India, de cartografische dienst van koloniaal Brits-Indië. Deze positie zou hij tot aan zijn dood vervullen.
In zijn hoedanigheid als militair en landmeter produceerde hij vele kaarten van delen van India. Mackenzie gebruikte zijn functies en salaris voor onderzoek van Indiase en Javaanse geschiedenis, folklore, etnologie en kunst. Ook bestudeerde hij de Indiase wiskunde en haar gebruik van logaritmen. Tijdens zijn carrière bouwde Mackenzie een indrukwekkende verzameling documenten, kunstvoorwerpen en manuscripten op, die zich thans grotendeels in het British Museum en de British Library bevindt.